# Powiat Myōdō
Powiat Myōdō (jap. 名東郡 Myōdō-gun) – powiat w Japonii, w prefekturze Tokushima. W 2024 roku liczył 1945 mieszkańców.

## Miejscowości
- Sanagōchi